# Joint Expeditionary Base Little Creek–Fort Story

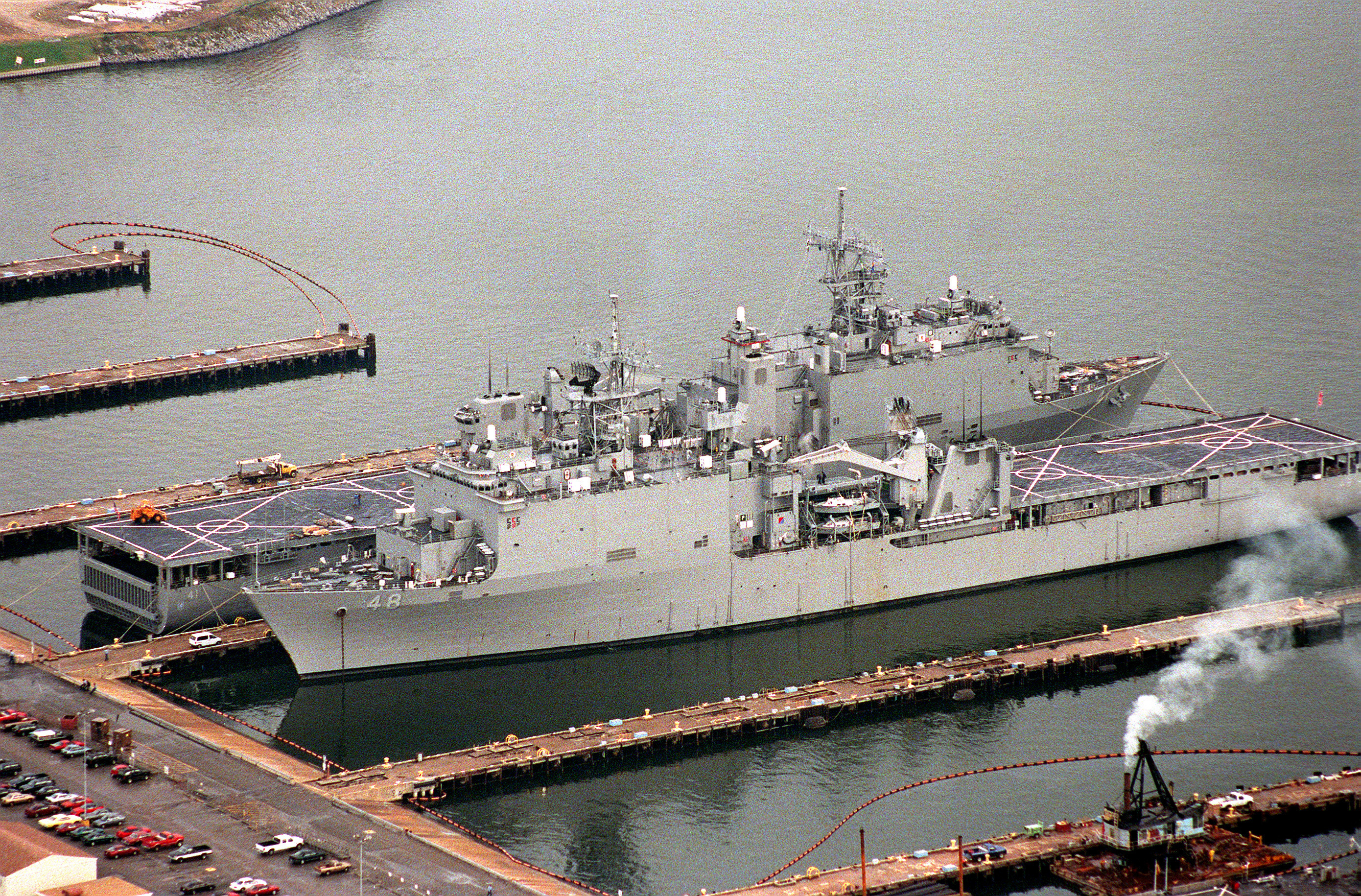
Två landstigningsfartyg av Whidbey Island-klass vid kaj i Little Creek, 1 november 1996.

Joint Expeditionary Base Little Creek–Fort Story (förkortning: JEBLC-FS) är en militär anläggning i Virginia Beach i delstaten Virginia tillhörande USA:s försvarsdepartement. 
Den bildades 2009 genom en organisatorisk sammanslagning av två närbelägna baser i samma stad, Naval Amphibious Base Little Creek (USA:s flotta) och Fort Story (USA:s armé).

## Joint Expeditionary Base Little Creek
Little Creek är hemmahamn för de flesta av landstigningsfartygen som ingår i USA:s atlantflotta och verksamheten där är helt inriktad på amfibiekrigföring och landstigning, vanligen i form av en eller flera Marine Expeditionary Unit. Anläggningen inne i Virginia Beach är på 860 hektar och omfattar en personalstyrka på cirka 15 000 personer.
Anläggningen togs i anspråk för militärt bruk under andra världskriget, först för Seabees innan landstigning av trupper blev dess primära missiv. På området i Little Creek tränades besättningar inför landstigningen i Normandie, en av alla dessa var Yogi Berra. På Little Creek tränades även de grodmän i Underwater Demolition Teams (UDT) som var föregångare till vad på 1960-talet omvandlades till Navy SEALs.

## Joint Expeditionary Base Fort Story

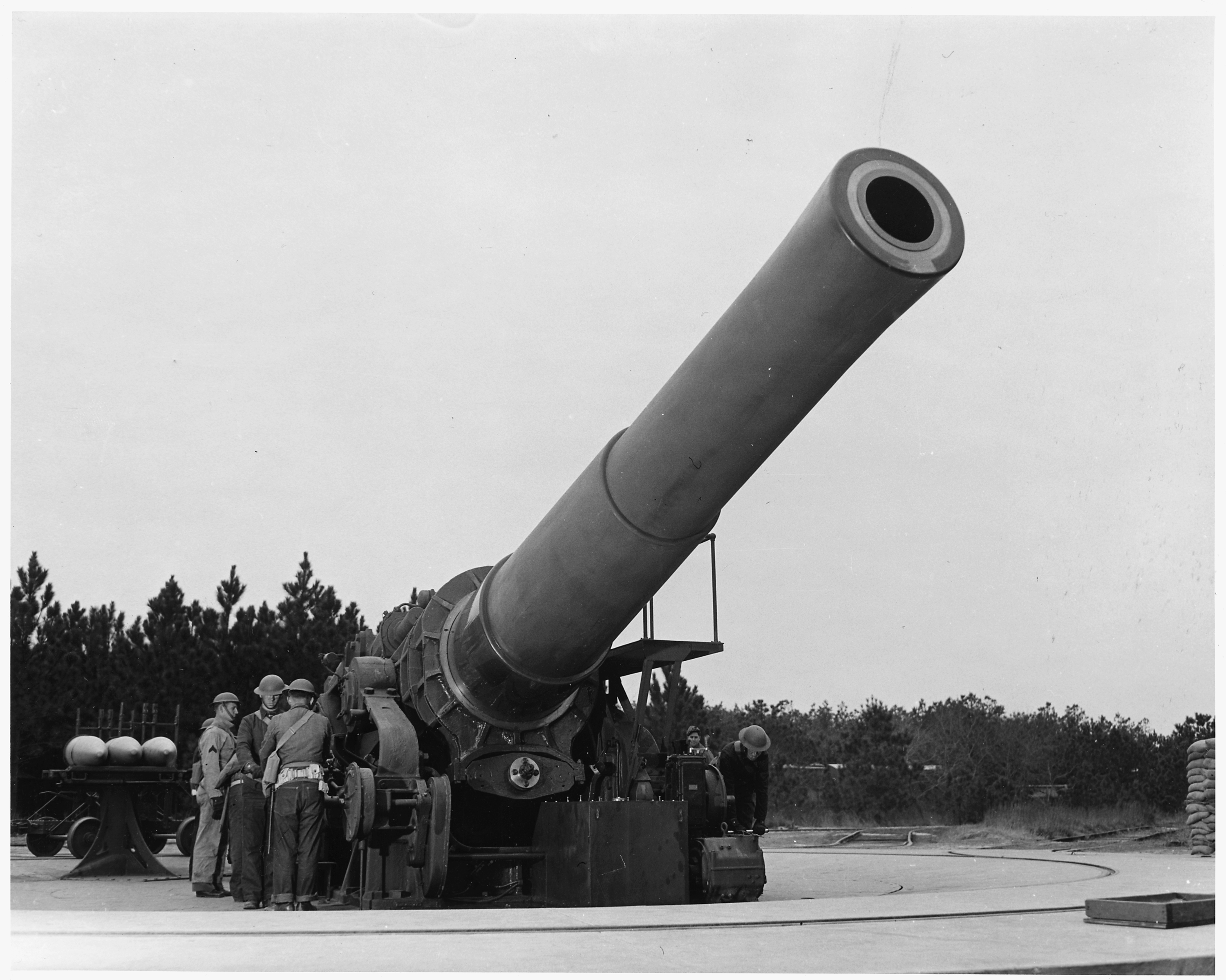
Kustartilleripjäs på Fort Story, 1942.

Fort Story ligger i nordöstra delen av Virginia Beach på Cape Henry belägen vid inloppet till Chesapeake Bay. På platsen landsteg de första engelska kolonisatörerna som därefter kom att uppföra Jamestown.
1914 överlät Virginias generalförsamling marken till USA:s federala statsmakt med avsikt för att där uppföra fortifikationer. Fram till 1949 så användes Fort Story främst av kustartillerikåren, som var ett truppslag inom USA:s armé. Efter att kustartilleriet skrotats kom verksamheten på Fort Story att inriktas mot transporter, logistik och landsättning och som detachement till Fort Eustis.